# S Lyrae
S Lyrae är en pulserande variabel av Mira Ceti-typ (M) i stjärnbilden Lyran. 
Stjärnan varierar mellan visuell magnitud +9,3 och 16,0 med en period av 438,4 dygn.